# 차오판
차오판(중국어 정체: 炒饭; 중국어 정체: 炒飯; 표준 중국어: chǎofàn 차오판; 광둥어: caau2 faan6 차우판; 민남어: chhá-pn̄g 차쁭)은 중국의 볶음밥이다.

## 소개
가끔 중국 연회에서 후식을 먹기 앞서, 두 번째 음식으로 차오판이 올라온다.
재료가 무엇이 들어가느냐에 따라 수십 가지의 다양한 차오판이 있다. 서양에서 중국인이 아닌 손님들을 대접하는 중국 식당들은 달걀을 곁들인 차오판, 싱가포르식 (매운) 차오판, 특별 차오판과 같이 저만의 다양한 차오판을 갖추고 있다.
차오판은 특히 패스트푸드점에서 팔리는 미국식 중국 요리의 일반적인 주식이다. 가장 흔한 형식은 기본 차오판이며, 달걀, 부추, 채소, 썬 고기 (돼지, 닭, 새우, 가끔은 소) 등의 종류를 고객들이 선택할 수 있게 해 놓는다. 차오판은 미국의 다른 동양 식당들에서도 볼 수 있다. 그 예로, 캐리비언과 같은 비전통적 메뉴도 있다.
차오판은 영국 중식당의 주식이며, (식당에서 먹거나 포장할 수도 있다.) 가나와 토고 등 서아프리카 국가에서는 식당에서, 혹은 길거리에서 파는 음식으로 매우 잘 알려져 있다.
중국에서는 차오판이 요리사의 실력을 결정하는 요소가 되기도 한다. 중국 요리에서 중요시되는 화력과 다양하게 갖출 수 있는 재료로 다양한 차오판이 완성되며, 짧은 시간에 재료를 쉽게 고를 수 있다는 점 때문으로 본다.

## 재료
차오판에 쓰이는 재료는 여러 가지가 있다. 당근, 셀러리, 완두콩 등의 채소뿐 아니라 닭, 돼지, 새우, 게살, 두부를 곁들이기도 한다. 중국 냄비에서 자주 요리가 되며, 식물성 기름이나 동물성 기름을 사용하여 달라붙는 것을 막으며 입맛을 돋군다. 간을 맞출때 소금을 기본으로 사용하고, 간장을 사용하기도 한다. 경우에 따라 굴소스를 사용하기도 한다. 한편 서양권에서는 후추와 사프란 등의 향신료나 토마토를 사용하는 경우도 있다. 또 진하게 졸인 육수를 이용하여 진한 맛을 높일 수도 있다.
추가 조미료로 고추 소스나 핫 소스를 사용하여 이러한 요리를 맵게 만들 수 있고, 아니면 이러한 양념을 밥과 별도로 작은 접시에 담아 두기도 한다. 많은 요리사들은 차오판을 후추로 간을 한다. 핫 소스는 차오판을 갈색으로 만들고 맛을 좋게 한다. 자주 양파와 마늘이 기분 좋은 맛을 더하기도 한다. 이것들도 마찬가지로 재료를 음식 안에 넣을 수도 있고, 별도의 접시에 추가할 수도 있다.

## 기본 방식
밥을 볶을 때 밥알이 기름에 한알 한알 둘러져야 맛있게 만들 수 있다. 그래서 차오판은 물을 끓여 요리되어 식힌 차가운 밥으로 만든다. 식히지 않은 뜨거운 밥으로는 눅눅해지기 쉽기 때문이다. 단, 한국 및 일본 요리 같이 낮은 화력으로 조리하는 경우 오히려 뜨거운 밥으로 해야 밥알이 뭉쳐지지 않는다. 쌀로 밥을 지을 때는 고슬고슬하게 짓는 것이 중요하며, 보통 인디카 쌀같은 끈기가 없는 쌀이 차오판으로 요리하기 적당하다.
중국 냄비는 연기가 피어오를 때까지 기름을 약간 드리우며 데운다. 밥이 타지 않게 빠르게 휘젓고 기름이 있는 곡물의 껍질이 달라붙지 않도록 한다. 1~2분 뒤에 밥이 맛있게 되면 다른 재료를 넣는다. 중국에서는 화력이 강한 버너를 이용하여 강한 화력으로 볶아낼 수 있으나, 일반 가정에서 쓰는 가스레인지로는 이런 강한 화력을 이용한 맛을 내기가 어려워 추가 조미료로 대체하기도 한다.
그렇게 자주는 아니지만 맛과 부드러움을 위해 달걀을 버무리기도 하며, 이를 달걀 차오판(dan chao fan, 蛋炒飯)이라고 한다. 달걀 차오판을 준비하는 가장 흔한 방식으로는 잘 다진 양파와 같은 튀김 재료를 중국 냄비에 볶아서 향기를 내는 것이다. 그리고 달걀을 깨서 냄비에 부으면 된다.

## 그 외
- 한국식 중국 요리의 볶음밥은 차오판의 영향을 받아 만들어진 음식이다. 보통 짜장 소스를 얹는 것이 보편적이다. 짜장 소스를 사용하게 된 유래로 이전에는 짜장밥이란 메뉴가 있었으나, 이후 인기가 낮은 짜장밥을 대체하여 차오판에 짜장 소스를 얹는 방법을 생각해 내었다는 설과 차오판의 실력을 감추기 위해 짜장 소스를 얹어냈다는 설이 있다. 곁들이는 국물 요리로는 짬뽕 국물이나 계란탕이 있다. 간혹 달걀 프라이를 얹기도 하는데 특히 남부 지방에서 달걀 프라이를 얹어주는 곳이 많다.
- 다양한 재료를 사용할 수 있으며, 냉장고의 남은 음식을 활용하면서 간편하게 만들 수 있기 때문에 가정식으로도 인기가 높다.

## 종류
- 양저우차오판
- 위안양차오판
- 푸젠차오판

## 같이 보기
- 나시고렝
- 볶음밥
- 카오팟